# Artūras Kasputis

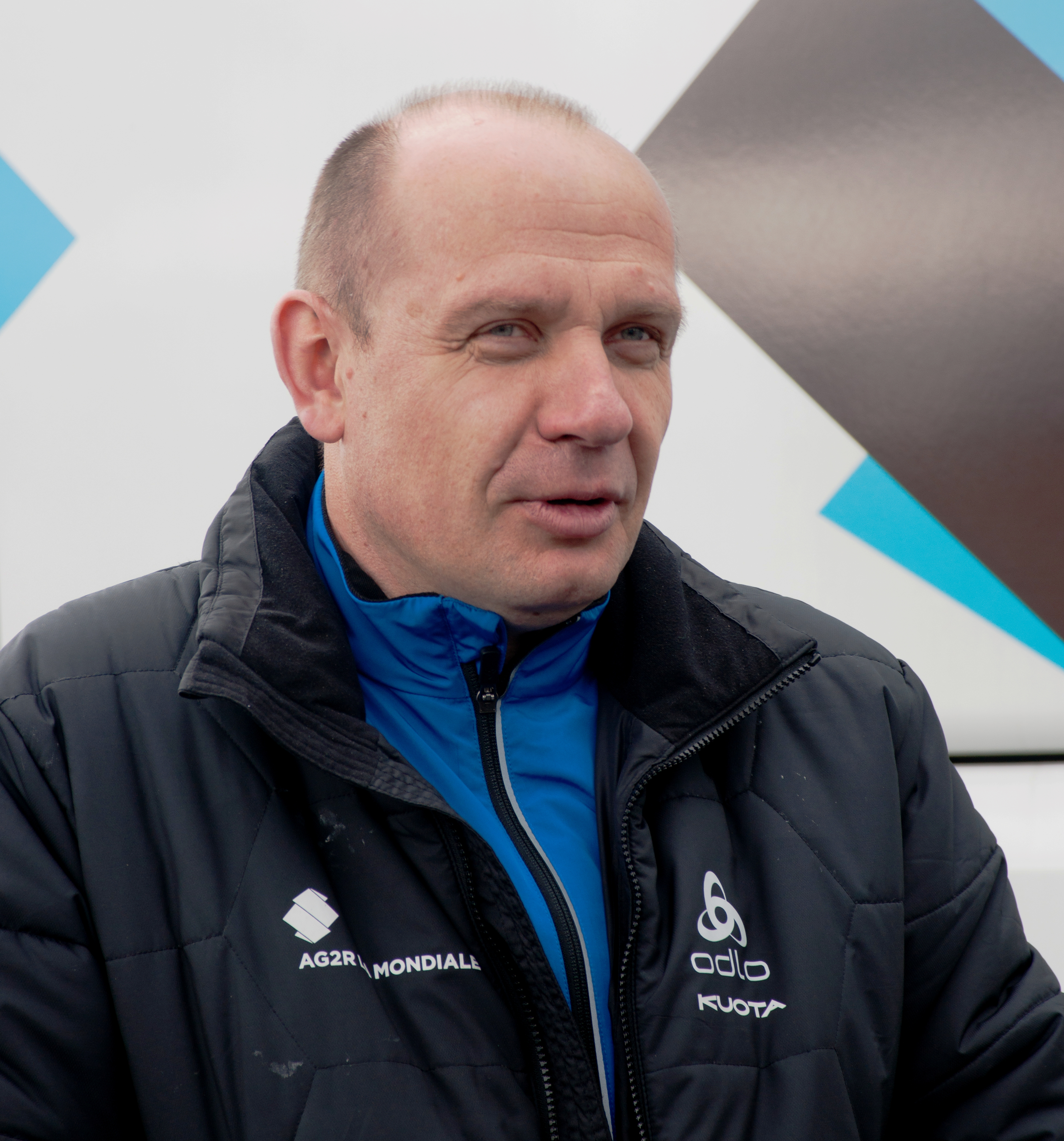
Artūras Kasputis 2012.

Artūras Kasputis, född den 26 februari 1967 i Klaipėda, Litauen, är en sovjetisk-litauisk tävlingscyklist som tog OS-guld i lagförföljelsen vid olympiska sommarspelen 1988 i Seoul.